# حركة الانفتاح الليبرالي
الانفتاح الليبرالي (بالإسبانية: Movimiento Apertura Liberal)‏ هو حزب سياسي ليبرالي في كولومبيا. في الانتخابات التشريعية التي أجريت في 10 مارس 2002، فاز الحزب كواحد من العديد من الأحزاب الصغيرة بالتمثيل البرلماني. في الانتخابات التشريعية المتزامنة لعام 2006، فاز الحزب بخمسة نواب من أصل 166 ولم يكن هناك أعضاء في مجلس الشيوخ.